# إنفيرسو بيناسكا
إنفيرسو بيناسكا (بيدمونتي: L'Invers ëd Pinasca؛ الأوكيتانية: L'Envers de Pinacha، الفرنسية: L'Envers de Pinache) هي قرية وبلدية (بلدية) في مدينة تورينو الحضرية في منطقة بيدمونت الإيطالية، وتقع على بعد حوالي 40 كيلومتر (25 ميل) جنوب غرب تورينو في فال تشيسون.

## وصلات خارجية
- الموقع الرسمي